# Catanthera lysipetala
Catanthera lysipetala är en tvåhjärtbladig växtart som beskrevs av Ferdinand von Mueller. Catanthera lysipetala ingår i släktet Catanthera och familjen Melastomataceae. Inga underarter finns listade i Catalogue of Life.